# Ceos (fill d'Urà)
En la mitologia grega, Ceos (en grec antic Κοῖος Koĩos, "intel·ligència") era el tità de la intel·ligència. Els titans eren els fills gegants d'Urà (el Cel) i Gea (la Terra). Ceos representava el vaticini pels estels, així com l'eix nord del cel al voltant del qual giraven els estels. que rebé el nom de Pol per aquesta raó (Πολος Polus era un dels epítets de Ceos).
Ajuntat amb la seva germana Febe, "la brillant", titànide de la lluentor i la lluna, Ceos va ser pare de Leto i Astèria. De Zeus (fill de Cronos i Rea), Leto engendrà Àrtemis i Apol·lo.
Junt amb la seva esposa, que representava el centre de la Terra (entesa com un disc pla), despuntà com un dels primers déus profètics, essent Ceos el portaveu de la saviesa del seu pare Urà, i Febe la de la seva mare Gea. En aquest sentit les seves dues filles representaven les dues branques de la clarividència: Leto i el seu fill Apol·lo presideixen el poder profètic de la llum i el cel, i Astèria i la seva filla Hècate el poder profètic de la nit, la foscor ctónica i els esperits dels morts. Així Apol·lo dividia el seu temps entre l'oracle de Delfos, al centre de la Terra que presidia la seva àvia i, durant l'hivern, a les regions hiperbòries, properes al pol que representava el seu avi Ceos. Ambdós llocs estaven custodiats per dracs, Pitó a Delfos i la constel·lació de Dragó al nord axial, i aquests dos elements poden representar la parella de Titans. Segons aquesta versió Ceos seria el drac que Atena llançà al firmament durant la Titanomàquia. Amb els altres titans, Ceos va ser derrotat per Zeus i els olímpics, que l'empresonaren al Tàrtar.